# The Last of Mrs. Cheyney
 The Last of Mrs. Cheyney és una pel·lícula estatunidenca dirigida per Richard Boleslawski, estrenada el 1937.

## Argument
La Fay Cheyney viatja cap a Anglaterra a bord del Queen Mary en companyia del seu majordom Charles. Està molt afalagada per Lord Francis Kelton i Lord Arthur Dilling. Arribada a Londres, Fay esdevé la preferida de l'alta societat i la tia d'Arthur, la duquessa d'Ebley, la convida a passar el cap de setmana a casa seva. Però Fay i Charles són uns estafadors i l'aventurera sembla molt interessada pel collaret de perles de la duquessa…

## Repartiment
- Joan Crawford: Fay Cheyney
- William Powell: Charles
- Robert Montgomery: Lord Arthur Dilling
- Frank Morgan: Lord Francis Kelton
- Jessie Ralph: La Duquessa d'Ebley
- Nigel Bruce: Lord Willie Winton
- Colleen Clare: Joan
- Benita Hume: Lady Kitty Winton
- Ralph Forbes: Cosí John Clayborn
- Aileen Pringle: Maria
- Melville Cooper: William 'Bill'
- Leonard Carey: Ames
- Sara Haden: Anna
- Lumsden Hare: Inspector Witherspoon de Scotland Yard

## Nominacions

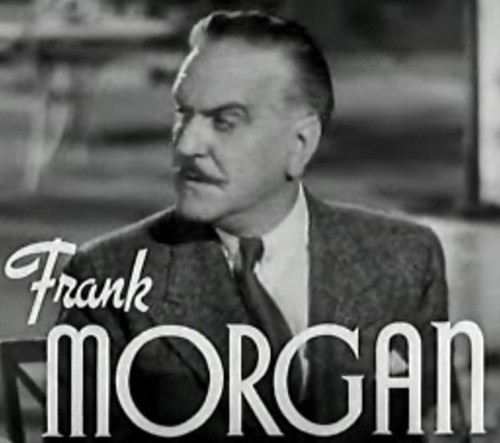
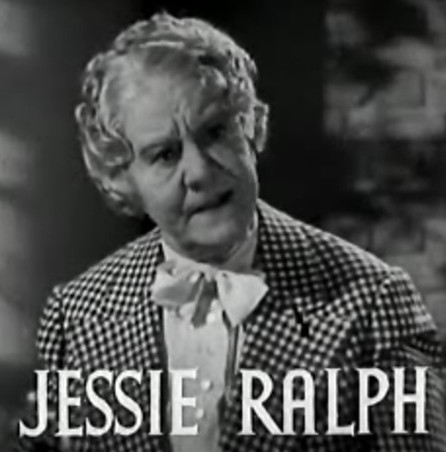
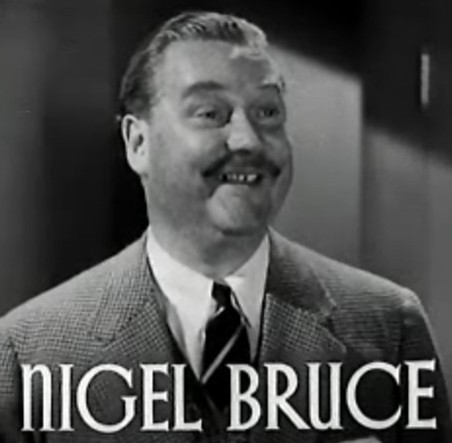
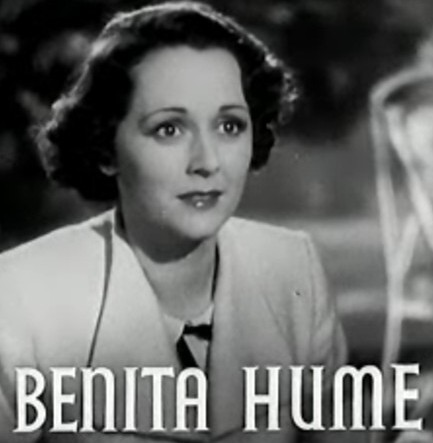
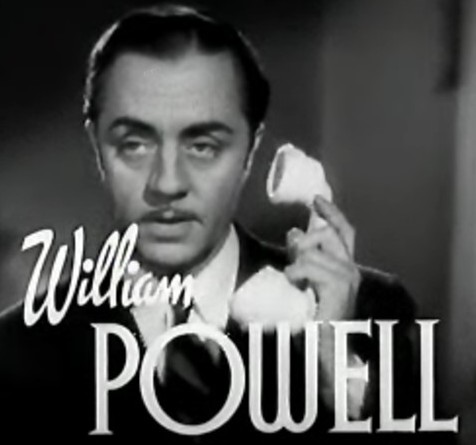
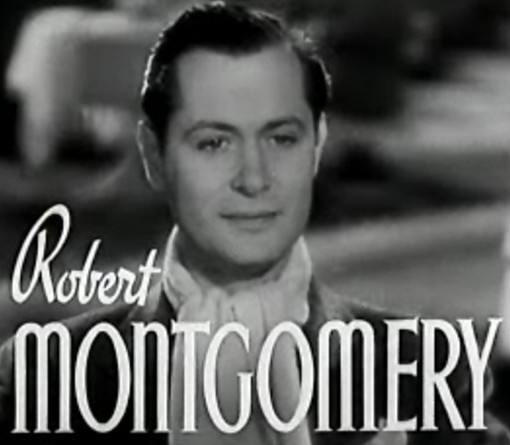

- Oscar al millor guió adaptat